# Eta Ceti
Désignations
Eta Ceti (η Cet / η Ceti, Êta Ceti) est une étoile située dans la constellation de la Baleine. Elle est également connue sous le nom traditionnel de Deneb Algenubi (de l'arabe الذنب الجنوبي, að-ðanab al-janūbiyy, signifiant la queue du sud), et plus rarement Deneb et Dheneb, quoique le terme de Deneb se rapporte presque exclusivement à α Cygni.

## Caractéristiques
De type spectral K2III, Eta Ceti est une étoile géante orange, distante d'environ 118 années-lumière de la Terre. Elle ne présente pas de signe de variabilité et sa magnitude apparente est de +3,46, ce qui lui donne une magnitude absolue de 0,67 ± 0,06. Elle ne possède aucun compagnon connu.

## Système planétaire
La découverte de deux exoplanètes en orbite autour de Eta Ceti a été annoncée en 2014. Elles auraient des masses allant de 2,46 à 3,2 fois la masse de Jupiter
| Planète    | Masse          | Demi-grand axe (ua) | Période orbitale (jours) | Excentricité | Inclinaison | Rayon |
| ---------- | -------------- | ------------------- | ------------------------ | ------------ | ----------- | ----- |
| Eta Ceti b | 2,46 ± 0,12 MJ | 1,270               | 407 ± 2                  | 0,17 ± 0,05  |             |       |
| Eta Ceti c | 3,2 ± 0,2 MJ   | 1,930               | 744 ± 4                  | 0,02 ± 0,06  |             |       |